# Kyrkohistoria
Kyrkohistoria är en akademisk disciplin vid svenska och utländska lärosäten som studerar kristendomens och den kristna kyrkans historiska utveckling. Studiet av kyrkohistoria handlar om hur det bibliska budskapet har påverkat individ och samhälle, och hur samhälle och människor har påverkat den kyrkliga historien. 
Studiet av den tidiga kyrkans utveckling kallas patristik. Studiet av församlingslivets historia kallas vid Uppsala universitet för pastoralhistoria.

## Pastoralhistoria
Pastoralhistoria är en inriktning inom den kyrkohistorska vetenskapliga forskningen, som intresserar sig för skeendet främst på församlings- eller stiftsnivå (den s.k pastorala nivån). Kyrkohistorieämnet har i övrigt främst varit inriktat på kyrkornas och samfundens nationella nivå, där relationen mellan stat och kyrka eller etablerade kyrkoformer och nyskapande väckelser, liksom inte sällan banbrytande personer, varit fokus i konflikter och samverkan. Detta har varit viktigt för att förstå struktur och särprägel. I bokverket Sveriges kyrkohistoria knöt  professor  Oloph Bexell vid Uppsala universitet i bandet om Folkväckelsens och kyrkoförnyelsens tid (2003) samman skeendet på riksnivå med dess konsekvenser på den vanliga lokalnivån och lyfte på så sätt programmatiskt fram pastoralhistoriens plats i kyrkohistorien.
Pastoralhistoriskt inriktad kyrkohistorisk forskning  intresserar sig inte bara för övergripande utvecklingslinjer och banbrytande nydanare, utan också mot vanliga förhållanden i kyrkornas och samfundens liv. Ett exempel på en sådan specialundersökning är docent Cecilia Wejryds bok om Svenska kyrkans syföreningar 1844-2003 (2005). Man undersöker t.ex. olika pastorala idéer, program, löpande verksamhetsformer och skeenden, så som de historiskt gestaltats inför människor och så som människor levt och agerat i förhållande till dem. Syftet är att  förklara det sammanhang som vanligt folk uppfattat eller på nära håll mött som ”kyrkan” eller ”församlingen”.